# Chernihiv (tỉnh của Ba Lan)
Tỉnh Czernihów hay Chernihiv (tiếng Ba Lan: Województwo czernihowskie, tiếng Ukraina: Чернігівське воєводство) là một đơn vị hành chính và chính quyền địa phương của Vương quốc Ba Lan (một phần của Thịnh vượng chung Ba Lan-Litva) từ năm 1635 cho đến Khởi nghĩa Khmelnytsky năm 1648 (về mặt pháp lý tồn tại cho đến năm 1654). Ngoài ra, tỉnh này được sử dụng như một danh hiệu hư cấu trong Thịnh vượng chung cho đến khi Ba Lan bị phân chia vào năm 1772/1795. Năm 1635, Marcin Kalinowski là thống đốc (voivode) đầu tiên của tỉnh Chernihiv.
Tỉnh này là một phần của vùng Tiểu Ba Lan của Vương quốc Ba Lan, và được chia thành hai huyện: Czernihow và Nowogrod Siewierski. Các phiên họp sejmik địa phương diễn ra tại Czernihow, và tỉnh có hai thượng nghị sĩ tại Thượng viện Ba Lan-Litva. Cùng với tỉnh Kyiv (Kijow) và tỉnh Bracław (Bratslav), tỉnh thuộc khu vực lãnh thổ được gọi là Ukraina.

## Lịch sử
Lịch sử của tỉnh Czernihow bắt đầu từ năm 1618, khi sau Hiệp định đình chiến Deulino, Thịnh vượng chung giành quyền kiểm soát các thị trấn Smolensk, Czernihow và Nowogrod Siewierski. Vì hiệp định đình chiến sẽ hết hạn sau 14,5 năm, nên các lãnh thổ mới không được tổ chức theo cách chính thức. Smolensk bị Đại công quốc Litva sáp nhập, trong khi cả Czernihow và Nowogrod đều trở thành một phần của Lãnh địa Hoàng gia Vương quốc Ba Lan, hình thành nên Công quốc Siveria.
Năm 1633, trong Chiến tranh Smolensk, Quốc hội Ba Lan (Sejm) đưa ra một dự luật trong đó cả tòa án đất đai và văn phòng starosta được thành lập tại Czernihow. Năm 1634, Hiệp định Polyanovka xác nhận rằng Czernihow vẫn là một phần của Ba Lan, vì vậy cuối cùng vào năm 1635, Sejm đã tạo ra tỉnh này, với hai thượng nghị sĩ là voivode và castellan của Czernihow. Hai huyện của tỉnh bầu hai đại biểu cho Sejm, và một đại biểu cho Tòa án Tiểu Ba Lan tại Lublin. Năm 1637, việc xây dựng một pháo đài ở Konotop bắt đầu với mục đích bảo vệ tỉnh mới giành được, pháo đài được hoàn thành vào năm 1642.
Thịnh vượng chung đã mất quyền kiểm soát tỉnh này ngay từ năm 1648, trong cuộc Khởi nghĩa Khmelnytsky. Trong Hiệp định Hadiach (1658), Công quốc Ruthenia được thành lập từ tỉnh Czernihow, tỉnh Kyiv và tỉnh Bracław. Tuy nhiên, ý tưởng này nhanh chóng bị bỏ rơi, và sau Hiệp định đình chiến Andrusovo (1667), tỉnh Czernihow bị nước Nga Sa hoàng sáp nhập.
Lịch sử của tỉnh Czernihow không kết thúc vào năm 1667. Tương tự các tỉnh khác mà Thịnh vượng chung để mất vào giữa thế kỷ 17, chính phủ ở Warszawa tiếp tục tuyên bố tỉnh này là một tỉnh trên danh nghĩa, với các danh hiệu hư cấu là thống đốc, thượng nghị sĩ, đại biểu và starosta do Quốc vương bổ nhiệm, và vẫn được sử dụng cho đến khi Phân chia Ba Lan. Giới quý tộc của tỉnh Czernihow trước đây có các phiên sejmik tại Wlodzimierz Wolynski. Thống đốc cuối cùng của Czernihow là một người tên là Ludwik Wilga, được đề cử vào năm 1783. Năm 1785, Stanisław August Poniatowski đã trao danh hiệu hư cấu là starosta của Nowogrod Siewierski cho Tadeusz Czacki.
Zygmunt Gloger trong cuốn sách Địa lý lịch sử của các vùng đất Ba Lan cũ đưa ra một mô tả chi tiết về tỉnh Czernihow:
Czernihow bên sông Desna là một trong những khu vực Slav lâu đời nhất của Kyiv Rus, lần đầu tiên nó được nhắc đến vào năm 907 (...) Năm 1238, khu vực bị người Tatar chiếm và đốt cháy, sau đó tỉnh Czernihow - Nowogrod Siewierski biến thành một đống đổ nát. Công tước Litva Aldirgas đã chiếm được vùng đất này vào giữa thế kỷ 14, và nó vẫn là một phần của Đại công quốc Litva trong 150 năm tiếp theo (...) Năm 1493, tỉnh này đã bị Đại công quốc Moskva chiếm lĩnh, tồn tại cho đến năm 1618. Chính thức, Czernihow thuộc về Thịnh vượng chung trong 59 năm, cho đến năm 1667 (...)
Do Hiệp định đình chiến Deulino năm 1618 sẽ hết hạn sau 16 năm, nên Thịnh vượng chung không thấy cần thiết phải tạo ra một tỉnh mới. Chỉ sau Hiệp định Polyanovka, Sejm mới quyết định vào năm 1635 là biến Công quốc Czernihow thành tỉnh Czernihow, với hai huyện là Nowogrod Siewierski và Czernihow. Có hai starosta, sejmik địa phương tại Czernihow, và hai thượng nghị sĩ. Voivode đầu tiên được bổ nhiệm là Marcin Kalinowski "để vinh danh những việc làm đẫm máu của ông", trong khi castellan đầu tiên là Mikolaj Kossakowski (...) Vào ngày 30 tháng 1 năm 1667, Thịnh vượng chung trao Czernihow cho nước Nga Sa hoàng, điều này được xác nhận vào ngày 3 tháng 5 năm 1686 trong Hiệp định Hòa bình vĩnh cửu. Ba Lan giữ các chức danh quan chức của tỉnh Czernihow, và sau đó, số lượng đại biểu hư cấu được tăng từ 4 lên 6.

## Voivode
- Marcin Kalinowski 1602–1652
- Stefan Bieniewski 1598–1648
- Krzysztof Łohojski-Tyszkiewicz 1616–1666
- Stanisław Kazimierz Bieniewski 1611–1695
- Mariusz Stanisław Jaskólski 1624–1683
- Jan Gniński 1650–1703
- Otto Fryderyk Felkerzamb 1641–1705
- Franciszek Jan Załuski 1660–1735
- Mikołaj Franciszek Krosnowski 1652–1723
- Piotr Jan Potocki 1679–1726
- Józef Lubomirski 1680–1732
- Józef Remigian Potulicki 1732–1734
- Jakub Florian Narzymski 1690–1759
- Piotr Michał Miączyński 1695–1776
- Franciszek Antoni Ledóchowski 1755–1835
- Ludwik Wilga, died 1797